# Костёл Непорочного Зачатия Пресвятой Девы Марии (Госьцим)
Костёл Непорочного Зачатия Пресвятой Девы Марии (Kościół Niepokalanego Poczęcia) — католический храм в селе Госьцим, входящим в гмину  Дрезденко, Стшелецко-Дрезденецкий повят, Любушское воеводство Польши.

## Описание
Кирпичный костёл в неоготическом стиле был построен в 1898 году на центральной улице Госцима. Изначально это была протестантская церковь, построенная на месте еще более раннего храма. В связи с модернизацией 1980-х годов оригинальные предметы интерьера были разрушены. В 2011 году они были частично восстановлены. Церковный орган был создан  Вильгельмом Зауером мастером из Франкфурта на Одере в 1898 году, а в 1917 году он был модернизирован.

## Галерея

Костёл Непорочного Зачатия Пресвятой Девы Марии
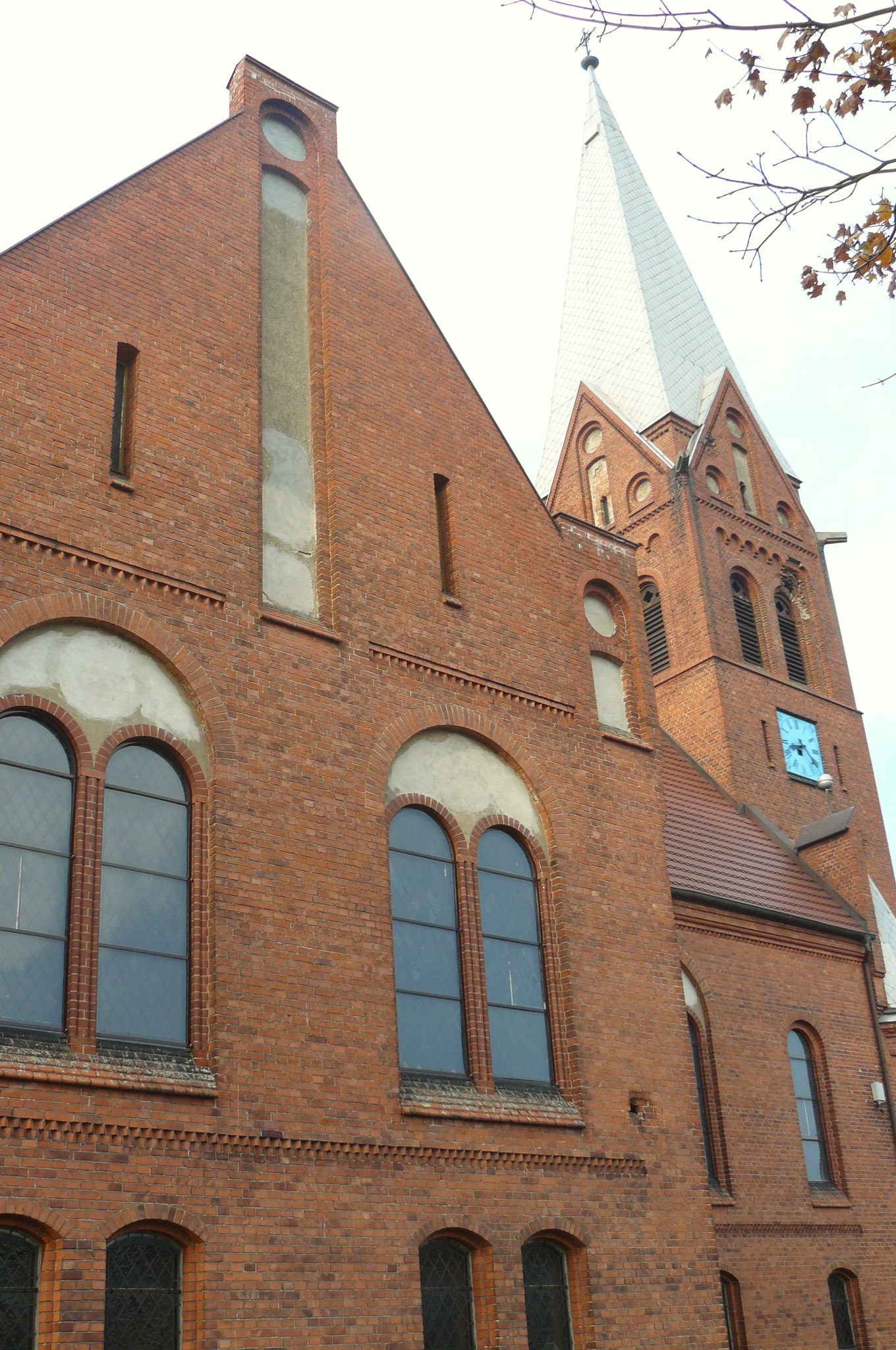
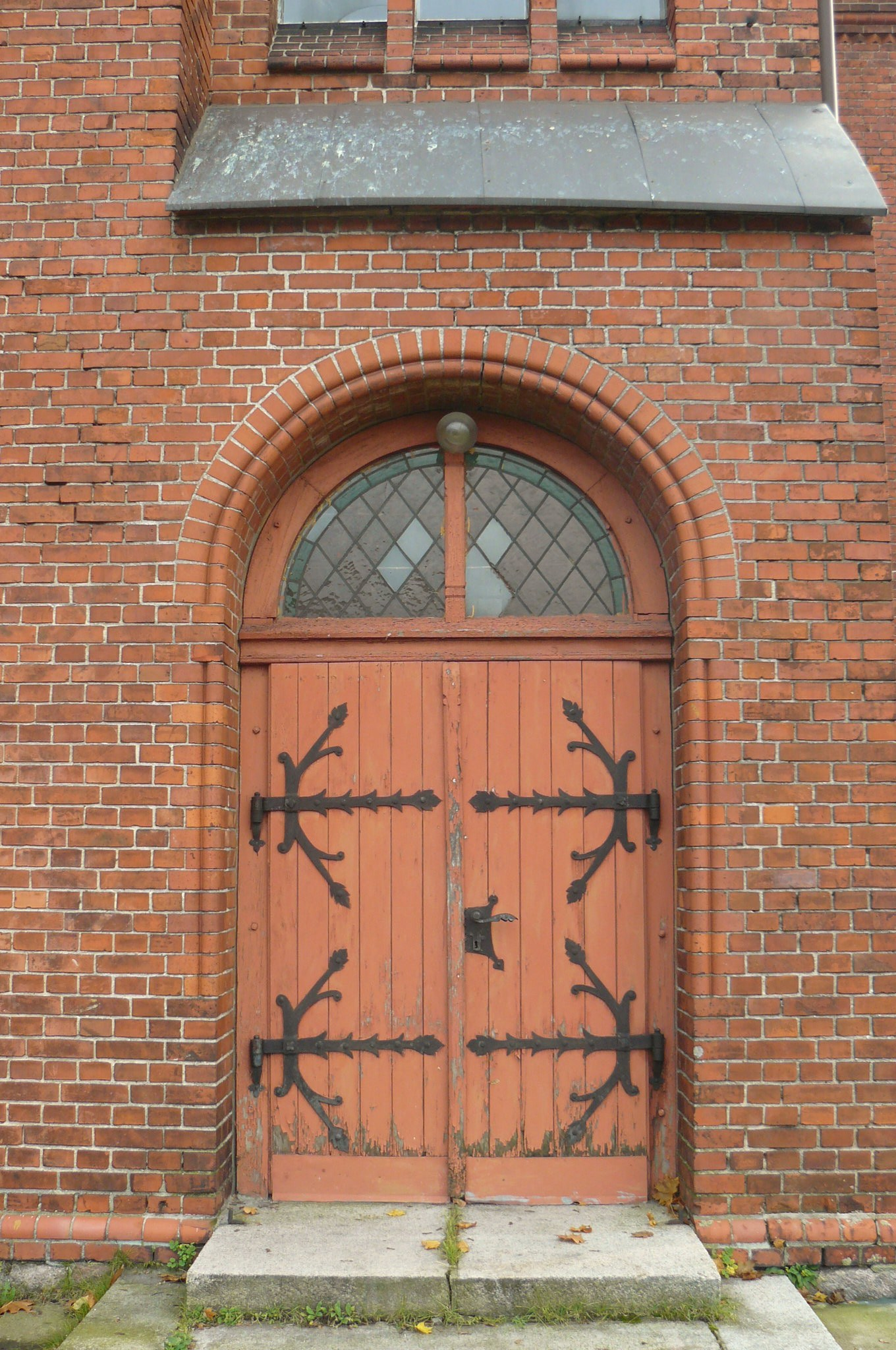
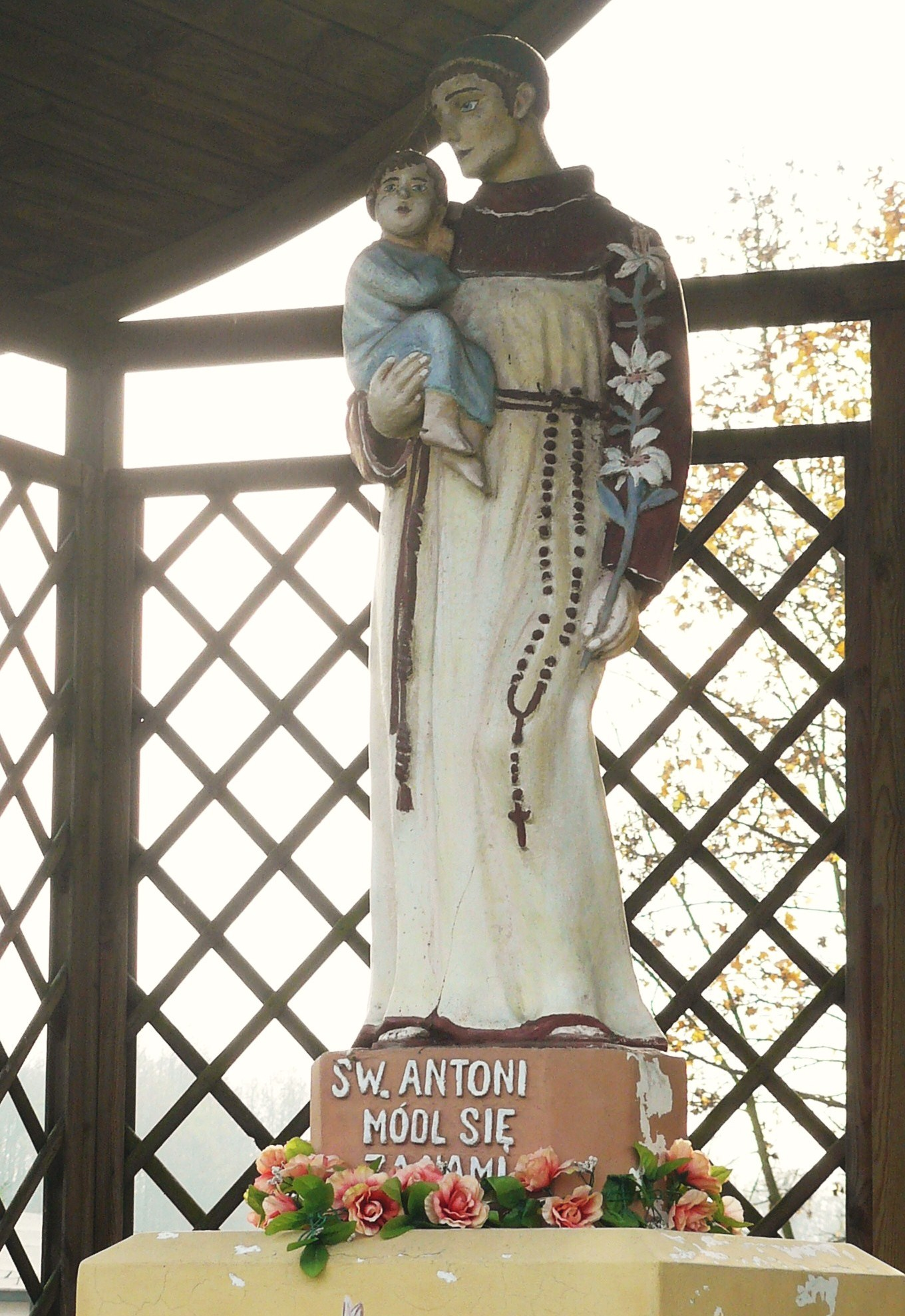